# Nationell samling

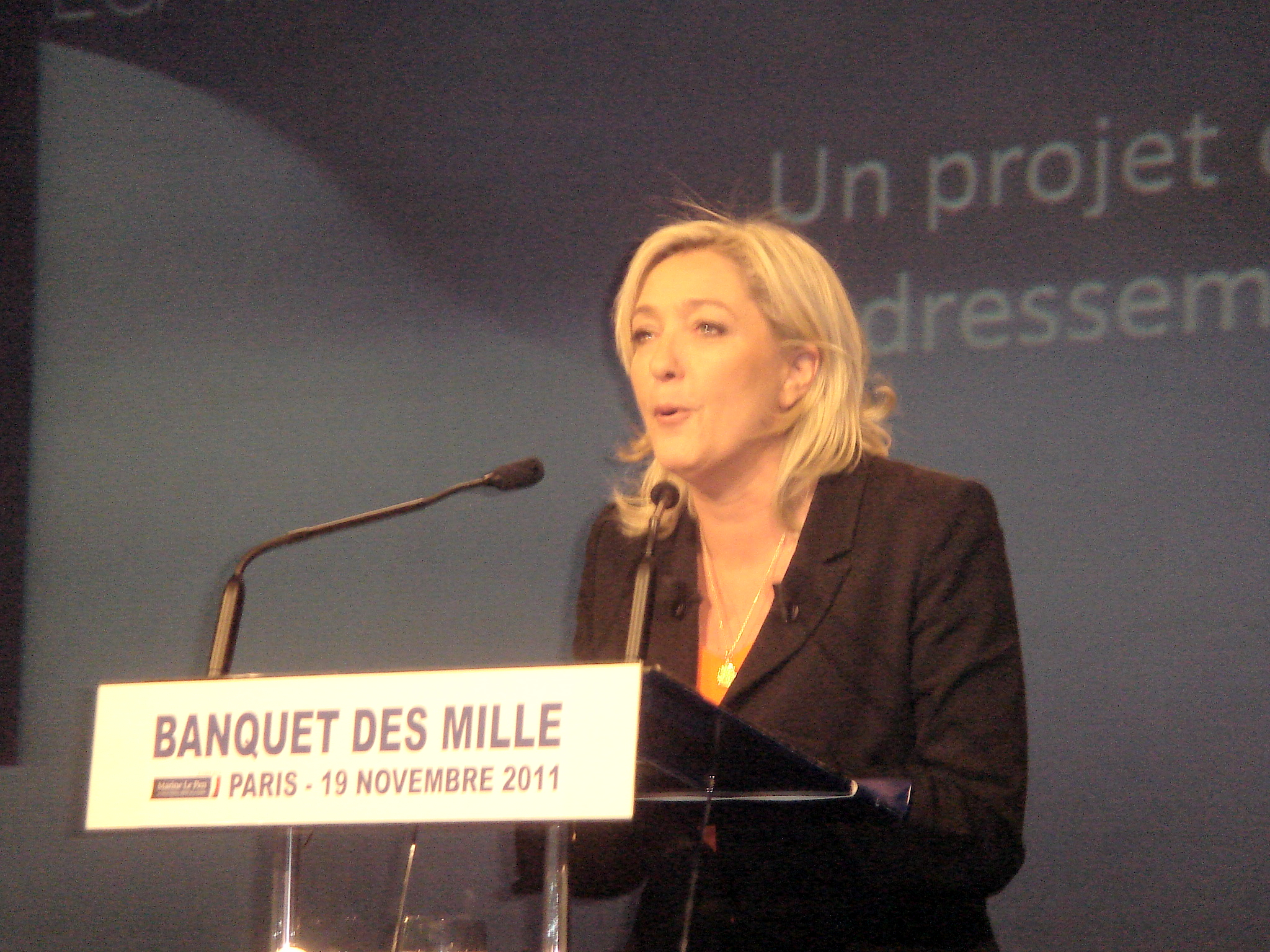
Nationella frontens partiledare Marine Le Pen, presentation av presidentvalskampanjen, 19 november 2011 i Paris.

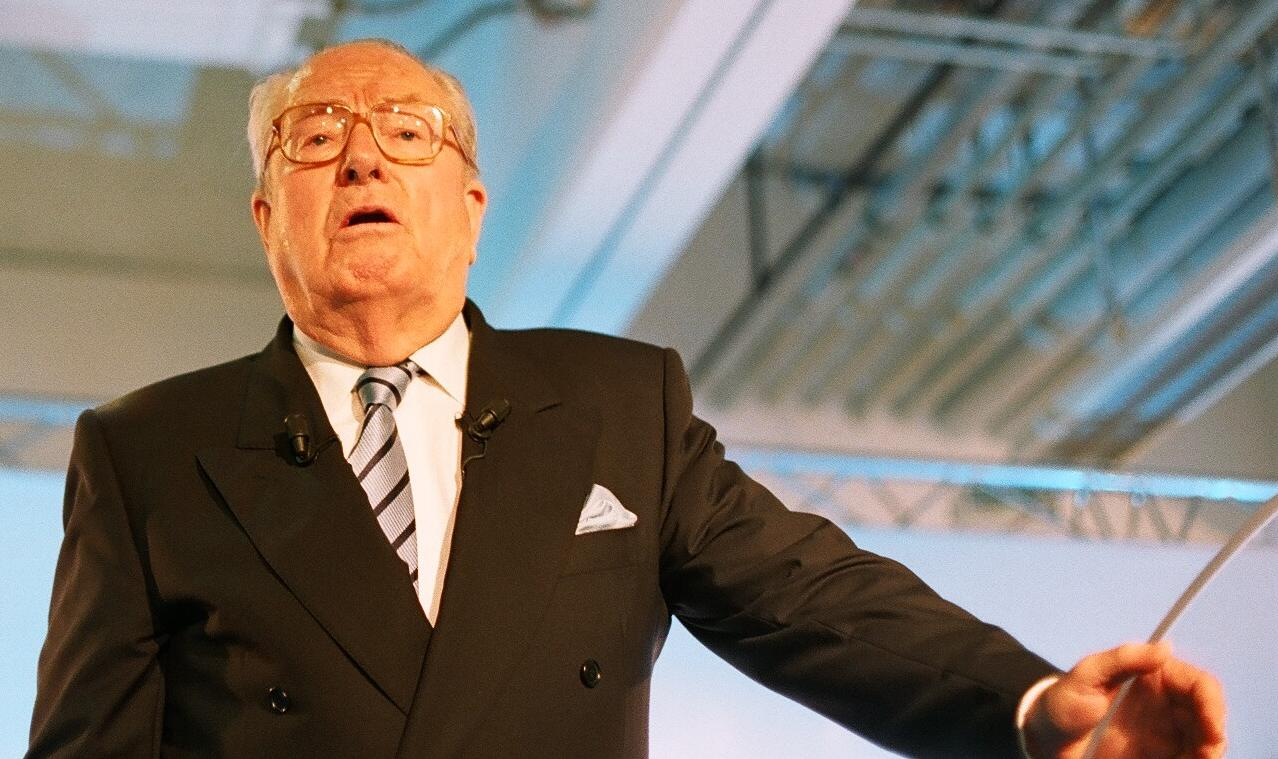
Jean-Marie Le Pen vid ett partimöte i Paris den 25 maj 2005.

Rassemblement National (Nationell samling), fram till namnbytet 2018 Front National (Nationella fronten), är ett nationalistiskt och högerpopulistiskt politiskt parti i Frankrike. Partiet klassificeras inom bland annat forskning som högerextremt. Partiet grundades år 1972 av Jean-Marie Le Pen och leddes sedan under perioden 2011 till 2022 av dennes dotter Marine Le Pen, innan den första partiledaren utanför familjen Le Pen, Jordan Bardella, tog över. En av partiets viktigaste frågor har varit att minska invandringen till Frankrike. 
I presidentvalen i Frankrike 2002, 2017 och 2022 lyckades Jean-Marie respektive Marine Le Pen avancera till andra omgången. I Europaparlamentsvalet 2024 blev RN största parti i Frankrike.

## Historik
Ideologiskt har RN sina rötter i den populistiska rörelse som grundades av Pierre Poujade år 1953 och som främjade småföretagande och skattesänkningar. Rörelsen är även sprungen ur missnöje med den tidigare franske presidenten Charles de Gaulles beslut att ge upp Franska Algeriet efter Frankrikes förlust i Algerietrevolten. Under hela 1960-talet och tidiga 1970-talet bestod emellertid den yttersta högern i Frankrike av små rörelser som inte lyckades konsolideras.
Partiet grundades 1972 under namnet Front National. Efter långsam tillväxt ökade partiet kraftigt under 1980-talet och partiledaren Jean-Marie Le Pen fick 4,4 miljoner röster i presidentvalet år 1988. I presidentvalet 2002 fick Jean-Marie Le Pen över 5 miljoner röster, vilket motsvarade 17,8 procent. Han slog därmed ut socialisternas kandidat och avancerade till andra omgången i presidentvalet, där han dock förlorade mot Jacques Chirac. I valet drev partiet frågor om avsevärt hårdare straffskala för att komma tillrätta med den eskalerade brottsligheten, dödsstraffets återinförande, en restriktivare abortpolitik och utvisning av tre miljoner påstått illegala immigranter från främst Marocko och Algeriet.[källa behövs]
I januari 2011 övertog Jean-Marie Le Pens dotter Marine Le Pen rollen som partiledare. I Europaparlamentsvalet 2014 blev RN största parti i Frankrike, med 25 procent av rösterna. I Presidentvalet i Frankrike 2017 ställdes Le Pen mot Emmanuel Macron i valets andra omgång, som den senare vann. År 2018 ändrades partinamnet till Rassemblement National.
Nationella fronten har en skyddsstyrka, DPS, som bildades för att skydda ledande partimedlemmar efter de många attentat som riktats mot partiet.

## Politik
Politiska kommentatorer och statsvetare har funnit det svårt att definiera Rassemblement National på det politiska spektrumet. Många, men inte alla, politiska kommentatorer placerar RN till extremhögern. Det finns bedömare som kallar partiet främlingsfientligt. Detta tillbakavisas dock av partiet självt. En profilfråga som har varit genomgående sedan partiets grundande är dock invandringskritik, minskad invandring och utvisning av papperslösa. Kritiken har varit särskilt stark mot muslimsk invandring, och partiet har sagt sig vilja motverka islamism i Frankrike.
Ekonomiskt förespråkar partiet en omfördelnings- och socialpolitik, vars sociala förmåner skall begränsas till franska medborgare och inte komma immigranter till del. Länge var partiet för utträde ur Europeiska unionen och Euroområdet. Detta ändrades emellertid i viss mån i samband med europaparlamentsvalen 2014 och 2019, och partiet är inte längre för utträde ur någotdera. I stället säger man sig vilja göra om EU inifrån.

## Internationellt samarbete
Nationella fronten gav betydande ekonomiskt stöd till Sverigedemokraterna för tryckning av valfoldrar inför riksdagsvalet 1998. Partiet enades med Sverigedemokraterna inför Europaparlamentsvalet 2014.

## Valresultat
Nationella fronten var ett marginellt parti från 1973, då partiet första gången ställde upp till val, fram till genombrottet i Europaparlamentsvalet 1984 där man vann 11 procent och 10 parlamentsledamöter. Efter detta val har Nationella frontens valresultat oftast hamnat mellan omkring 10 och 15 procent, med några undantag där partiet gjort mycket dåliga val, främst det franska parlamentsvalet 2007 där partiet rasade från 11,34 procent till 4,29 procent. I Europaparlamentsvalet 2014 gjorde partiet sitt bästa val hittills med cirka 25 procent av rösterna, vilket innebar att partiet blev Frankrikes största i valet.
| År   | Val                 | Röstantal                                       | Andel                                       | Antal mandat | Andel   |
| ---- | ------------------- | ----------------------------------------------- | ------------------------------------------- | ------------ | ------- |
| 1973 | Parlamentsval       | 122 000                                         | 1,33 %                                      | 0            | 0 %     |
| 1974 | Presidentval        | 190 921                                         | 0,75 %                                      | -            | -       |
| 1978 | Parlamentsval       | 82 743                                          | 0,29 %                                      | 0            | 0 %     |
| 1981 | Parlamentsval       | 44 414                                          | 0,18 %                                      | 0            | 0 %     |
| 1984 | Europaparlamentsval | 2 210 299                                       | 10,95 %                                     | 10           | 12,34 % |
| 1986 | Parlamentsval       | 2 703 442                                       | 9,65 %                                      | 35           | 5,54 %  |
| 1988 | Presidentval        | 4 376 742                                       | 14,38 %                                     | -            | -       |
| 1988 | Parlamentsval       | 2 359 280                                       | 9,66 %                                      | 1            | 0 %     |
| 1989 | Europaparlamentsval | 2 129 668                                       | 11,73 %                                     | 10           | 12,34 % |
| 1993 | Parlamentsval       | 3 152 543                                       | 12,42 %                                     | 0            | 0 %     |
| 1994 | Europaparlamentsval | 2 050 086                                       | 10,52 %                                     | 11           | 12,64 % |
| 1995 | Presidentval        | 4 571 138                                       | 15,00 %                                     | -            | -       |
| 1997 | Parlamentsval       | 3 785 383                                       | 14,94 %                                     | 1            | 0 %     |
| 1999 | Europaparlamentsval | 1 005 225                                       | 5,69 %                                      | 5            | 5,75 %  |
| 2002 | Presidentval        | 1:a omgången: 4 804 713 2:a omgången: 5 525 032 | 1:a omgången: 16,86 % 2:a omgången: 17,79 % | -            | -       |
| 2002 | Parlamentsval       | 2 862 960                                       | 11,34 %                                     | 0            | 0 %     |
| 2004 | Europaparlamentsval | 1 684 868                                       | 9,8 %                                       | 7            | 8,97 %  |
| 2004 | Regionalval         | 1:a omgången: 3 564 059 2:a omgången: 3 199 392 | 1:a omgången: 14,70 % 2:a omgången: 12,38 % | 156          | 8,3 %   |
| 2007 | Presidentval        | 3 834 530                                       | 10,44 %                                     | -            | -       |
| 2007 | Parlamentsval       | 1 116 005                                       | 4,29 %                                      | 0            | 0 %     |
| 2009 | Europaparlamentsval | 1 091 681                                       | 6,34 %                                      | 3            | 4,17 %  |
| 2010 | Regionalval         | 1:a omgången: 2 223 760 2:a omgången: 1 943 463 | 1:a omgången: 11,42 % 2:a omgången: 9,17 %  | 118          | 6,28 %  |
| 2012 | Presidentval        | 6 421 773                                       | 17,90 %                                     | -            | -       |
| 2012 | Parlamentsval       | 3 528 373                                       | 13,60 %                                     | 2            |         |
| 2014 | Europaparlamentsval | 4 711 339                                       | 24,9 %                                      | 24           | 32,43 % |
| 2015 | Regionval           | 1:a omgången: 6 010 292 2:a omgången: 6 820 147 | 1:a omgången: 27,7 % 2:a omgången: 27,1%    | 358          | 18,74 % |

## Stöd
Nationella fronten har starkast stöd i de nordvästra och östra delarna av landet, där partiet får mellan 15 och 20 procent av väljarstödet. Svagast var partiet i storstadsområdena, inte minst i Paris, där Nationella fronten ligger på mellan 1 och 5 procent. Partiet har även svagt stöd i de västra och södra delarna av landet. År 2015 hade Nationella fronten, enligt en opinionsundersökning, stöd av 16% av Paris-områdets heterosexuella väljare och 26% av dess homosexuella väljare. Orsaken till detta högre stöd bland homosexuella anses vara den förföljelse av homosexuella som muslimer anklagats för.

## Påverkan på andra partier
Partiet har inte fått någon vågmästarroll vid något val, även om man vann 35 (av 579) mandat i parlamentsvalet 1986, det första under femte republiken med proportionellt valsystem. Inför det följande valet 1988, och enligt bedömare som följd av detta, återställdes det gamla valsystemet med enmansvalkretsar, varpå FN:s resultat minskade till ett mandat. Partiet har inget formellt inflytande, eftersom de andra partierna inte samarbetar med Nationella fronten eller gör sig beroende av det.
På grund av det franska valsystemet med enmansvalkretsar har Nationella fronten genom åren haft mycket liten parlamentarisk representation på nationell nivå. Partiet anses ändå ha påverkat franska regeringar till att driva restriktivare invandringspolitik. Framför allt har franska högerregeringar under 1990-talet infört hårda invandringslagar för att stoppa Nationella frontens framgångar. Vänsterregeringarna under 1980-talet försökte att radera ut partiet genom att ändra valsystemen flera gånger.

### Notförteckning
1. ↑  ”Perte d'adhérents, baisse du budget... Le Rassemblement national au bord du gouffre”. Europe 1. 6 augusti 2018. http://www.europe1.fr/politique/perte-dadherents-baisse-du-budget-le-rassemblement-national-au-bord-du-gouffre-3726848. Läst 7 september 2018.
2. 1 2  Nordsieck, Wolfram (17 juni 2017). ”France”. Parties and Elections in Europe. http://parties-and-elections.eu/france.html.
3. ↑  Jens Rydgren (2008). ”France: The Front National, Ethnonationalism and Populism”. Twenty-First Century Populism. Link.springer.com. sid. 166–180. doi:10.1057/9780230592100_11. ISBN 978-1-349-28476-4
4. 1 2  'The nation state is back': Front National's Marine Le Pen rides on global mood. The Guardian. Author -  Angelique Chrisafis. Published 18 September 2016. Retrieved 2 June 2017.
5. ↑  Christophe de Voogd (26 mars 2015). ”Chômage : comment l'État décourage le travail”. Le Figaro. http://www.lefigaro.fr/vox/economie/2015/03/26/31007-20150326ARTFIG00180-chomage-comment-l-etat-decourage-le-travail.php. Läst 15 februari 2017.
6. ↑  ”Economic Voting and the national Front: Towards a Subregional Understanding of the Extreme-Right”. Politics.as.nyu.edu. http://www.politics.as.nyu.edu/docs/IO/5628/Aldrich_2013.pdf. Läst 31 mars 2015.
7. ↑  ”Marine Le Pen, entre souverainisme et identitarisme”. Enquete&Debat. 23 september 2014. Arkiverad från originalet den 7 mars 2016. https://web.archive.org/web/20160307114258/http://www.enquete-debat.fr/archives/marine-le-pen-entre-souverainisme-et-identitarisme-68403. Läst 22 oktober 2019.
8. ↑  ”Macron-Le Pen face-off: EU supporter vs. economic nationalist”. CNN. 22 april 2017. http://money.cnn.com/2017/04/23/news/economy/french-election-macron-le-pen-eu-nationalist/index.html.
9. 1 2  John Lichfield (26 maj 2014). ”European elections 2014: Marine Le Pen's Front National victory in France is based on anguish, rage and denial”. The Independent (London). https://www.independent.co.uk/news/world/europe/european-elections-2014-marine-le-pens-national-front-victoryin-france-is-based-onanguish-rage-and-denial-9436394.html. Läst 25 augusti 2014.
10. ↑  What does France’s National Front stand for? France 24. Published 28 May 2014. Retrieved 17 April 2017.
11. 1 2  ”Depuis 2011, le FN est devenu "protectionniste au sens large"”. Liberation. 21 april 2014. http://www.liberation.fr/politiques/2014/04/21/depuis-2011-le-fn-est-devenu-protectionniste-au-sens-large_1001771.
12. ↑  Taylor, Adam (8 januari 2015). ”French far-right leader seeks to reintroduce death penalty after Charlie Hebdo attack”. The Washington Post. https://www.washingtonpost.com/blogs/worldviews/wp/2015/01/08/french-far-right-leader-seeks-to-reintroduce-death-penalty-after-charlie-hebdo-attack/. Läst 31 mars 2015.
13. ↑  ”Immigration | Stopper l'immigration, renforcer l'identité française”. Front National. Arkiverad från originalet den 7 augusti 2013. https://web.archive.org/web/20130807223243/http://www.frontnational.com/le-projet-de-marine-le-pen/autorite-de-letat/immigration/. Läst 1 januari 2015.
14. ↑  European far right hails Brexit vote. The Guardian. Author -  Angelique Chrisafis. Published 24 June 2016. Retrieved 25 May 2017.
15. ↑  Zaslove, Andrej (1 juli 2008). ”Exclusion, Community, and a Populist Political Economy: The Radical Right as an Anti-Globalization Movement”. ""6"". Comparative European Politics. s. 169–189. doi:10.1057/palgrave.cep.6110126. ISSN 1472-4790. https://link.springer.com/article/10.1057/palgrave.cep.6110126. Läst 1 december 2015.
16. ↑  ”Que va devenir le Front national?” (på franska). Slate.fr. 10 maj 2017. https://www.slate.fr/story/145341/front-national-croisee-des-chemins?amp. Läst 30 april 2018.
17. 1 2  ”Victory for France's conservatives in local elections”. Deutsche Welle. AP, AFP, Reuters. 30 mars 2015. http://www.dw.com/en/victory-for-frances-conservatives-in-local-elections/a-18348677. Läst 28 februari 2017.
18. 1 2  Erlanger, Steven; de Freytas-Tamura, Kimiko (17 december 2016). ”E.U. Faces Its Next Big Test as France’s Election Looms”. New York Times. https://www.nytimes.com/2016/12/17/world/europe/european-union-france-frexit-marine-le-pen.html. Läst 28 februari 2017.
19. 1 2  Meichtry, Stacy; Bisserbe, Noemie (19 augusti 2015). ”Le Pen Family Drama Splits France's Far Right National Front Party”. Wall Street Journal. https://www.wsj.com/articles/a-family-drama-splits-far-right-in-france-1440029252. Läst 28 februari 2017.
20. ↑  Taylor, Kyle (24 januari 2017). ”Europeans favoring right-wing populist parties are more positive on Putin”. Pew Research Center. http://www.pewresearch.org/fact-tank/2017/01/24/europeans-favoring-right-wing-populist-parties-are-more-positive-on-putin/. Läst 28 februari 2017.
21. ↑  Mondon, A., 2015. "The French secular hypocrisy: the extreme right, the Republic and the battle for hegemony." Patterns of Prejudice, 49 (4), pp. 392–413.
22. ↑  Anthony M. Messina (2015). "The political and policy impacts of extreme right parties in time and context." Ethnic and Racial Studies 2015; 38: 1355.
23. ↑  Van, Sonia (29 juli 2011). ”France – A Guide to Europe's Right-Wing Parties and Extremist Groups”. Time. http://content.time.com/time/specials/packages/article/0,28804,2085728_2085727_2085707,00.html. Läst 23 februari 2016.
24. ↑  Davies 2012, sid. 7.
25. ↑  Davies 2012, sid. 52.
26. 1 2  DeClair, Edward (1999). Politics on the Fringe The People, Policies, and Organization of the French National Front. Duke University press. ISBN 9780822321392.
27. ↑  ”Anguish, rage and denial: Who's who in Europe's far-right parties” (på engelska). The Independent. 26 maj 2014. https://www.independent.co.uk/news/world/europe/european-elections-2014-marine-le-pen-s-national-front-victory-france-based-anguish-rage-and-denial-9436394.html. Läst 20 oktober 2020.
28. ↑  ”Nationella fronten blir Nationell samling”. Aftonbladet. 1 juni 2018. https://www.aftonbladet.se/nyheter/a/3jdb1v/nationella-fronten-blir-nationell-samling. Läst 27 september 2018.
29. ↑  ”Nationella fronten”. Arkiverad från originalet den 3 augusti 2010. https://web.archive.org/web/20100803203941/http://www.ne.se/nationella-fronten#http://www.ne.se/user/login_try.jsp;jsessionid=116305661782fc496ec558827d9c?redir=%2flang%2fnationella-fronten&orgQueryString=%7C%7Cfacebox. Läst 21 februari 2010.
30. ↑  Arthur Goldhammer (2015). "Explaining the Rise of the Front National: Political Rhetoric or Cultural Insecurity?" French Politics, Culture, & Society, vol. 33, Issue 22 (Summer 2015): 145–147.
31. ↑  Michelle Hale William (2015). "Are radical right-wing parties the black holes in party space? Implications and limitations in impact assessment of radical right-wing parties." Ethnic and Racial Studies 2015; 38: 1329.
32. ↑  Goodliffe, Gabriel, (2012). The Resurgence of the Radical Right in France: From Boulangisme to the Front National. Cambridge University Press, 2012.
33. ↑  Shields 2007, s. 274.
34. ↑  The ruthlessly effective rebranding of Europe’s new far right, The Guardian, Sasha Polakow-Suransky, Tuesday 1 November 2016 06.00 GMT
35. 1 2  Nationell samling Nationalencyklopedin  [inloggning kan krävas]
36. ↑  LEWIS, Georgina. A Pathway to Dystopia: An Exploration into the Relationship between Populist Ideology and Necropolitical Regimes.Kairos: A Journal of Critical Symposium, [S.l.], v. 5, n. 1, s. 138-155, june 2020. ISSN 2581-7361. Tillgänglig: <http://www.kairostext.in/index.php/kairostext/article/view/102>. Hämtad 20 oktober 2020.
37. ↑  Figaro, Le (7 oktober 2019). ”EN DIRECT - Immigration : «Il n'y a pas de consensus», constate Édouard Philippe” (på franska). Le Figaro.fr. https://www.lefigaro.fr/actualite-france/2019/10/07/01016-20191007LIVWWW00003-debat-immigration-assemblee-nationale-etrangers-illegaux-asile-quotas.php. Läst 20 oktober 2020.
38. ↑  Stockemer, Daniel (2017-02-28) (på engelska). The Front National in France: Continuity and Change Under Jean-Marie Le Pen and Marine Le Pen. Springer. ISBN 978-3-319-49640-5. https://books.google.se/books?id=Qp87DgAAQBAJ&pg=PA17&dq=%22Rassemblement+National%22+++islam+++France&hl=sv&sa=X&ved=2ahUKEwjypKOxhcTsAhX2BBAIHVtlBOwQ6AEwA3oECAMQAg#v=onepage&q=islam&f=false. Läst 20 oktober 2020
39. ↑  Rydgren 2004.
40. ↑  Ivaldi 2012.
41. ↑  ”Européennes : comment le Rassemblement national a abandonné l’idée du Frexit” (på franska). Le Monde.fr. 15 maj 2019. https://www.lemonde.fr/les-decodeurs/article/2019/05/15/europeennes-comment-le-rassemblement-national-a-abandonne-l-idee-du-frexit_5462553_4355770.html. Läst 20 oktober 2020.
42. ↑  Bolin, Niklas (2013). Målsättning riksdagen. Ett aktörsperspektiv på nya partiers inträde i det nationella parlamentet. Umeå: Statsvetenskapliga institutionen, Umeå universitet.
43. ↑  ”Sverigedemokraterna söker samarbete inför EU-val”. www.europaportalen.se. http://www.europaportalen.se/2013/05/sverigedemokraterna-soker-samarbete-infor-eu-val.
44. ↑  ”Arkiverade kopian”. Arkiverad från originalet den 12 mars 2010. https://web.archive.org/web/20100312084723/http://elections.interieur.gouv.fr/404.html. Läst 14 mars 2010.
45. ↑  ”Arkiverade kopian”. Arkiverad från originalet den 24 maj 2012. https://archive.is/20120524193252/http://www.eurela.org/. Läst 24 maj 2012.
46. 1 2  Rachel Halliburton (24 januari 2015). ”How Marine Le Pen is winning France’s gay vote”. https://www.spectator.co.uk/article/how-marine-le-pen-is-winning-france-s-gay-vote/. Läst 18 juni 2025.
47. ↑  ”Assemblée nationale - Election des conseillers régionaux et députés européens”. www.assemblee-nationale.fr. https://www.assemblee-nationale.fr/12/dossiers/conseillers_regionaux.asp.
48. ↑  ”european elections 10-13 june”. www.europarl.europa.eu. https://www.europarl.europa.eu/elections2004/ep-election/sites/en/yourvoice/fr/law.html.
49. ↑  ”'Pinkwashing' populism: Gay voters embrace French far-right” (på engelska). AP News. 7 april 2017. https://apnews.com/general-news-35ec96903d9444e9942396505d635981. Läst 23 maj 2024.
50. ↑  ”På jakt efter ny strategi mot extrema”. Dagens Nyheter. 24 oktober 2009. https://www.dn.se/nyheter/politik/pa-jakt-efter-ny-strategi-mot-extrema/.

### Källförteckning
- Ivaldi, Gilles (17 juni 2012). ”The Successful Welfare-Chauvinist Party?” (på engelska). European Sociological Association’s Research Network on Political Sociology. s. 1-23.
- Rydgren, Jens; Widfeldt, Anders (2004). Från Le Pen till Pim Fortuyn – Populism och Parlamentarisk Högerextremism i dagens Europa. Malmö: Liber. Libris 8284093. ISBN 0-333-97004-7